# Louredo (Vieira do Minho)
Pour les articles homonymes, voir Louredo.
Louredo est une paroisse civile portugaise (en portugais : freguesia) de la municipalité de Vieira do Minho dans le district de Braga.

## Géographie
Louredo est située au nord de Vieira do Minho, entre Ventosa e Cova à l'ouest, Salamonde à l'est et Cantelães au sud. Au nord, son territoire est délimité par le Cávado, qui sépare Louredo de la serra do Gerês.
La paroisse comprend les lieux-dits d'Aldeia, Barco, Boavista (ou Boa Vista), Candão, Cela (ou Sela), Carreira, Choqueira (ou Chiqueira), Covelo, Cubo, Fojaco, Formiga, Fornelos, Outeiro, Pontido, Quintas, Sudro, Teixugueiras e Várzea,.

## Histoire
Au XVe siècle, la paroisse de Louredo est une annexe de celle de Fornelos. Au XVIIIe siècle, c'est Fornelos qui est rattachée à la paroisse de Louredo.
Louredo appartient à la municipalité de Ribeira de Soaz, avant que celle-ci ne disparaisse et que Louredo rejoigne Vieira do Minho.

## Démographie
Lors du recensement de 2021, Louredo compte 394 habitants.